# Tanambao Tsirandrana
Tanambao Tsirandrana è una città e comune del Madagascar situata nel distretto di Bekily, regione di Androy. 
La popolazione del comune rilevata nel 2001 era pari a 2 105 unità.